# Феррера-ді-Варезе
Феррера-ді-Варезе (італ. Ferrera di Varese) — муніципалітет в Італії, у регіоні Ломбардія, провінція Варезе.
Феррера-ді-Варезе розташована на відстані близько 540 км на північний захід від Рима, 65 км на північний захід від Мілана, 14 км на північ від Варезе.
Населення — 710 осіб (2014).
Щорічний фестиваль відбувається 22 липня. 

## Демографія
Населення за роками:

Станом на 1 січня 2023 року в муніципалітеті офіційно проживало 26 іноземців з 9 країн, серед них 6 громадян країн Євросоюзу та 2 громадяни України.

## Сусідні муніципалітети
- Кассано-Валькувія
- Кунардо
- Грантола
- Машаго-Примо
- Ранчіо-Валькувія